# 김영일 (배우)
김영일(1952년 5월 28일 ~ 2003년)은 대한민국의 前 배우이자 무예가, 승려이다. 1990년대부터 여러 대한민국의 텔레비전 드라마 시리즈에 출연했다. 대한민국 밖에서는 한국, 홍콩, 대만 프로덕션을 통해 수많은 쿵후 영화에 출연했다. 이후 암에 걸려서 배우 활동을 은퇴하고 승려가 되었다가 2003년 사망했다.

## 참여 작품
- 소권괴초
- 당산비권
- 인무가인

### 텔레비전 시리즈
- 적색지대(1992~1993) - 송명규 역
- 걸어서 하늘까지(1993) - 제트 역